# Wolkenberg Alajos
Wolkenberg Alajos (Szatmárnémeti, 1871. június 17. – Budapest, Ferencváros, 1935. augusztus 29.) római katolikus pap, hittudós, egyetemi tanár, legitimista politikus.

## Életrajza
1871. június 17-én született a Szatmár megyei Szatmárnémetiben Wolkenberg Gusztáv és Kratz Mária fiaként. A szatmárnémeti Katolikus Főgimnáziumban érettségizett, majd Bécsben a Pázmáneumban végezte teológiai tanulmányait. 1893. december 21-én szentelték pappá. 1893-tól a szatmárnémeti papnevelő intézet tanára, 1894-től a tanítóképzőben is tanított, 1896. július 17-én a bécsi egyetemen hittudományból doktorált. 1900-ban kanonok és bölcseleti tanár a szatmárnémeti líceumban, 1901-től 1912-ig teológia tanár ugyanott, 1904-ben szentszéki ülnök, 1905-ben rektorhelyettes, 1907-ben zsinati vizsgáló Szatmárt. Közben székesegyházi hitszónok, 1901–1902 között az egyházmegye könyvtárosa is volt. 1906-ban a budapesti tudományegyetem doktorává fogadta. Közben 1909-ben a szatmári Leszámítoló Bank és a Gazdasági és Iparbank felügyelő bizottságának tagja. A Szent Imre Kör tiszteletbeli elnöke, a SZIT és 1915-ben a SZIA alapító tagja is. 1912 júniusában kinevezték a budapesti egyetemhez a hitszónoksággal kapcsolatos hitszónoklati tanszék rendkívüli tanárának. 1919-1921, majd 1924-1925-ben a Hittudományi Kar dékánja, 1928-1929-ben a Pázmány Péter Tudományegyetem rektora volt. 1922-ben Apostoli protonotárius. 1926-ban a Menza Akademika elnöke, 1927-től a felsőház tagja. Halálát agyvérzés okozta.
Írásai a Szatmár és Vidéke, Szamos, Magyar Állam, Hittudományi Folyóirat, Jó Pásztor, Religió, Bölcseleti Folyóiratban jelentek meg.

## Főbb művei
- A szatmári papnevelő-intézet története. (Szatmár, 1896)
- A szatmári papnevelő-intézet tanulmányi rendjének története, statisztikai adatai sat. (Szatmár, év nélkül)
- A spiritizmus. A budapesti egyetem hittudományi karától a Horváth-féle díjjal jutalmazott pályamunka. (Szatmár, 1899)
- Emlékbeszéd Lengyel Geiza dr. nyug. honvéd törzsorvos felett 1902. jún. 1. (Szatmár, 1902)
- Nagyböjti szent beszédek (Szatmár, 1903)
- Colombiere Kolos S. J. élete és lelki naplója. (Szatmár, 1904)
- Jézus szíve a kegyelmek napja (Szatmár, 1904)
- Gyászbeszéd... meszleni Meszlényi Gyula püspök emlékére. (Szatmár, 1905)
- Egyházi beszéd, melyet a Szatmár-Németiben épült Szent János templom megáldása ünnepén 1906. nov. 1. mondott (Szatmár, 1906)
- Bölcseleti szabadság a szónoklatban (Budapest, 1910)
- A béke útjain (Budapest, 1917)
- Az okkultizmus és spiritizmus múltja és jelene Archiválva 2018. október 28-i dátummal a Wayback Machine-ben (Budapest, 1923)
- Teozófia és antropozófia ismertetése és bírálata Archiválva 2018. október 28-i dátummal a Wayback Machine-ben (Budapest, 1923)
- A katolikus világmisszió könyve (Budapest, 1928)
- Istenért, hazáért és a királyért (Budapest, 1930)
- Missziós előadások és szentbeszédek vademecuma (Budapest, 1931)